# Apteropeoedes indigoferae
Apteropeoedes indigoferae är en insektsart som först beskrevs av Marius Descamps 1964.  Apteropeoedes indigoferae ingår i släktet Apteropeoedes och familjen Euschmidtiidae. Inga underarter finns listade i Catalogue of Life.